# Oliver Urbanski

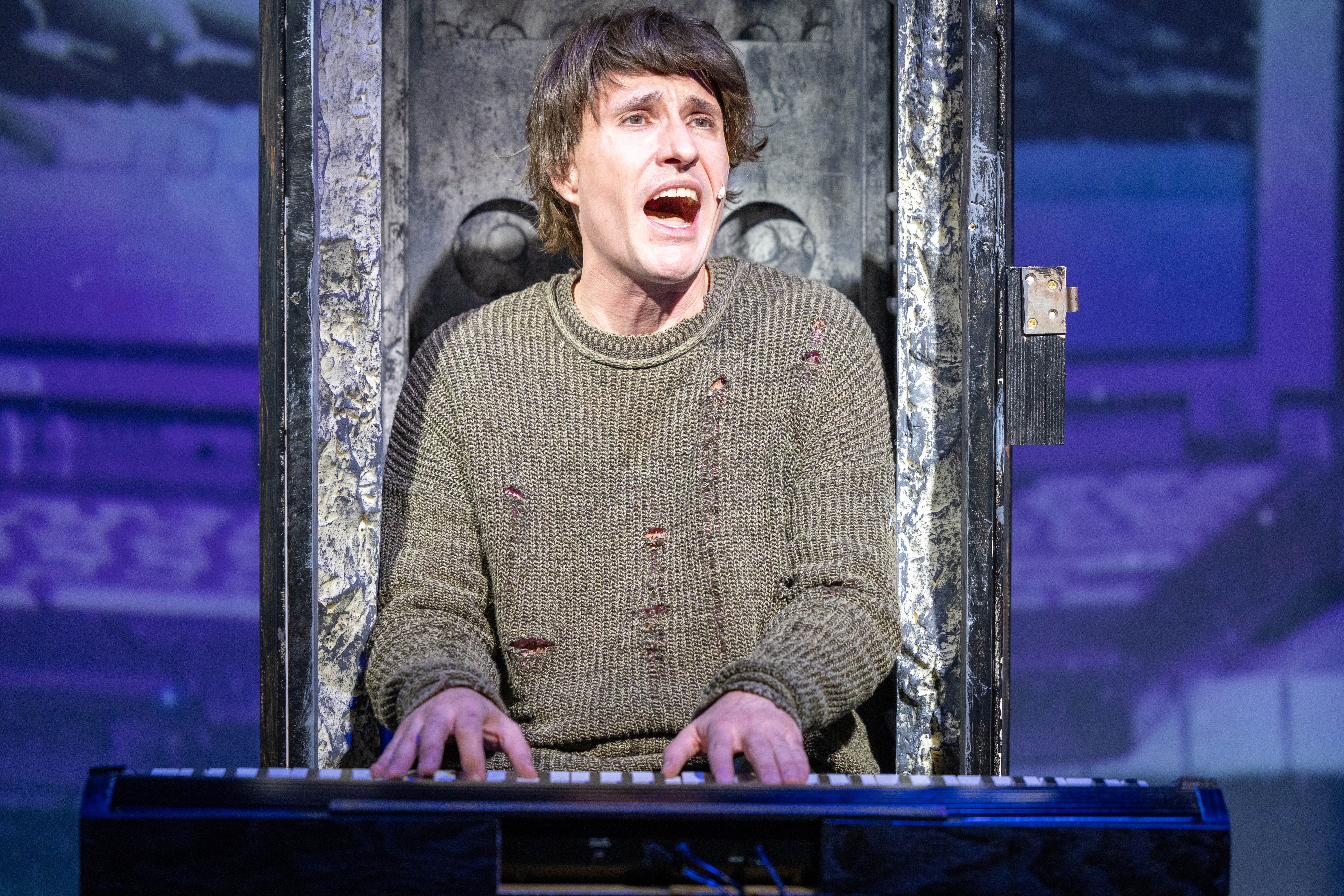
Oliver Urbanski als Vin in ANNA & EVE, Neuköllner Oper (2024)

Oliver Urbanski (* 17. September 1975 in Berlin) ist ein deutscher Schauspieler, Sänger, Komponist und Hörspielsprecher.

## Leben
Oliver Urbanski entstammt einer Arbeiterfamilie und wuchs in seiner Geburtsstadt auf. Bereits während der Schulzeit hatte er erste Filmrollen und spielte in Off-Theatern. Nachdem er von 1999 bis 2003 an der Hochschule für Schauspielkunst "Ernst Busch" Berlin studiert und diese mit dem Diplom abgeschlossen hatte,   trat er sein erstes Engagement am Berliner Ensemble an. Danach gastierte Urbanski mehrfach am Hamburger St. Pauli-Theater, weitere Verpflichtungen führten ihn unter anderem an das Saarländische Staatstheater und das Landestheater Linz.
Unter Regisseuren wie Robert Wilson, Peter Zadek, Luc Bondy oder Ulrich Waller spielte Urbanski beispielsweise in Georg Büchners Leonce und Lena, in Bertolt Brechts Kleinbürgerhochzeit, in Arsen und Spitzenhäubchen von Joseph Kesselring, in Tod eines Handlungsreisenden von Arthur Miller und der Paul-Abraham-Operette Viktoria und ihr Husar. Als Trollkönig und Hassan wirkte er in Zadeks Peer Gynt-Inszenierung mit und war mit dieser auf verschiedenen ausländischen Bühnen zu sehen, so beim International Theatre Festival in Edinburgh, beim Europäischen Theaterpreis in Thessaloniki und im portugiesischen Teatro Almada. Außerdem stand Urbanski seit 2008 immer wieder als Conférencier in dem Musical Cabaret von John Kander und Fred Ebb auf den Bühnen der Bar jeder Vernunft und dem Tipi am Kanzleramt.
Oliver Urbanski arbeitet auch als Sänger und wurde entsprechend durch Christian Schleicher und Jonathan Kinsler ausgebildet. Ferner spielt er mehrere Instrumente, darunter Saxophon, Querflöte, Akkordeon und Klavier. Als Komponist schrieb er die Bühnenmusik für bislang mehr als 30 Produktionen bei den Ruhrfestspielen, am Schauspielhaus Bochum oder am Münchner Volkstheater.
Vor der Kamera sieht man Urbanski selten. Sein Debüt gab er 2003 in zwei Kurzfilmen, er war ferner als Gastdarsteller in Serien wie Notruf Hafenkante, Letzte Spur Berlin oder der Tatort-Folge Im Sog des Bösen zu sehen. Seit 2005 wirkt er darüber hinaus immer wieder in Hörspielproduktionen verschiedener Sendeanstalten mit.
Oliver Urbanski lebt in Berlin.

## Filmografie
- 2003: Die amerikanische Botschaft oder Warum wir uns bewegen (Kurzfilm)
- 2003: Cover (Kurzfilm)
- 2004: Muxmäuschenstill
- 2009: Tatort – Im Sog des Bösen
- 2011: Die Stein – Funkstille
- 2011: Notruf Hafenkante – Yesterday
- 2013: Heiter bis tödlich: Alles Klara – Der Brockengeist
- 2014: Letzte Spur Berlin – Obdachlos
- 2015: Frau Roggenschaubs Reise
- 2020: Die Getriebenen
- 2020: Spreewaldkrimi – Zeit der Wölfe (Fernsehreihe)
- 2024: Finsteres Herz – Die Toten von Marnow 2 (Fernsehserie)

## Hörspiele (Auswahl)
- 2005: Dunkler Schlaf – Autorin: Karin Fossum – Regie: Götz Naleppa
- 2005: Nacht – Autor: Andrzej Stasiuk – Regie: Robert Matejka
- 2006: Das mörderische Leben – Autor: Félix Vallotton – Regie: Barbara Liebster
- 2006: Der lombardische Kurier – Autor: Giorgio Scerbanenco – Regie: Leonhard Koppelmann
- 2007: Der Teddy und die Tiere – Autor: Michael Ende – Regie: Walter Niklaus
- 2007: Flucht zu Pferd bis ans Ende der Stadt – Autor: Bernard-Marie Koltès – Regie: Martin Schulze
- 2007: Im Dickicht – Autorin: Gabriele Wolff – Regie: Annette Kurth
- 2007: Aus den Fugen (2. Folge: Casting ist alles) – Autor: Jiří Polák – Regie: Jürgen Dluzniewski
- 2009: Der erste Schnee – Autor: Johan Bargum – Regie: Patrick Blank
- 2010: Schlaflos – Autorin: Cécile Wajsbrot – Regie: Beatrix Ackers
- 2011: Gespräch mit meiner Mutter – Autor: André Herzberg – Regie: Götz Fritsch
- 2012: Die verbotene Welt – Autor: Frank Naumann – Regie: Steffen Moratz
- 2014: Washington Square – Autor: Henry James – Regie: Silke Hildebrandt
- 2014: Heinrich, Vorname Hauptfeldwebel – Autor: Robert Weber – Regie: Giuseppe Maio
- 2014: Zersplittert – Autorin: Alexandra Badea – Regie: Anouschka Trocker